# College Springs
College Springs é uma cidade localizada no estado americano de Iowa, no Condado de Page.

## Demografia
Segundo o censo americano de 2000, a sua população era de 246 habitantes.
Em 2006, foi estimada uma população de 240, um decréscimo de 6 (-2.4%).

## Geografia
De acordo com o United States Census Bureau tem uma área de
2,9 km², dos quais 2,9 km² cobertos por terra e 0,0 km² cobertos por água.

## Localidades na vizinhança
O diagrama seguinte representa as localidades num raio de 12 km ao redor de College Springs.